# Pero de Invierno
Pero de Invierno es el nombre de una variedad cultivar de manzano (Malus domestica). Esta manzana es originaria de Galicia, está cultivada en la colección de árboles frutales y banco de germoplasma de Mabegondo con el Nº 318; ejemplares procedentes de esquejes localizados en Chantada (Lugo).

## Sinónimos
- "Manzana Pero de Invierno",[4][5]
- "Maceira Pero de Invierno".

## Características
El manzano de la variedad 'Pero de Invierno' tiene un vigor medio. Tamaño grande y porte erguido.
Época de inicio de brotación a partir del 25 de abril y de floración a partir del 17 de mayo.
Las hojas tienen una longitud del limbo de tamaño corto, con la máxima anchura del limbo es media. Longitud de las estípulas es corta y la máxima anchura de las estípulas es ancha. Denticulación del borde del limbo es ondulado, con la forma del ápice del limbo mucronado y la forma de la base del limbo es obtuso. Con subestípulas ausentes.
Sus flores tienen una longitud de los pétalos media, con una anchura de los pétalos media, disposición de los pétalos en contacto entre sí, con una longitud del pedúnculo corta.
La variedad de manzana 'Pero de Invierno' tiene un fruto de tamaño pequeño, de forma globoso-cónica, de color amarillo, con chapa lavada, e intensidad pálida. Epidermis de textura suave, con pruina en su superficie y con presencia de cera débil. Sensibilidad al "russeting" (pardeamiento áspero superficial que presentan algunas variedades) muy poco sensible. Con lenticelas de tamaño mediano.
Los sépalos están dispuestos de forma completamente replegados, y libres en su base; su fosa calicina es profunda y de una anchura media. Pedúnculo de grosor estrecho y de longitud medio, siendo la cavidad peduncular de una profundidad profunda y de anchura media. Con pulpa de color blanca, cuya firmeza es intermedia y su textura es intermedia; su jugosidad es jugosa, con sabor de acidez media, y poco aromática.
Época de maduración y recolección a partir del 22 de octubre. 'Pero de Invierno' es una manzana que su destino es la conservación de esta variedad en el banco de germoplasma de Mabegondo como reserva genética.

## Susceptibilidades
- Oidio: ataque débil
- Moteado: no presenta
- Raíces aéreas: ataque débil
- Momificado: no presenta
- Pulgón lanígero: ataque débil
- Pulgón verde: ataque débil
- Araña roja: no presenta
- Chancro del manzano: no presenta.[3]